# National Basketball Association 1994-1995

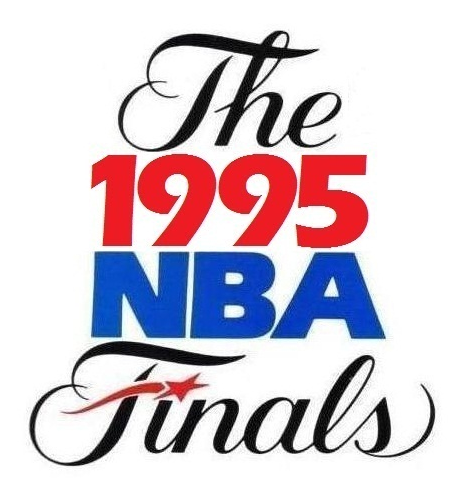

La stagione della National Basketball Association 1994-1995 fu la 49ª edizione del campionato NBA. La stagione si concluse con la vittoria degli Houston Rockets, che sconfissero gli Orlando Magic per 4-0 nelle finali NBA.

## Squadre partecipanti
- Atlanta Hawks
- Boston Celtics
- Charlotte Hornets
- Chicago Bulls
- Cleveland Cavaliers
- Dallas Mavericks
- Denver Nuggets
- Detroit Pistons
- G.S. Warriors
- Houston Rockets
- Indiana Pacers
- L.A. Clippers
- L.A. Lakers
- Miami Heat

- Milwaukee Bucks
- Minnesota T'wolves
- N.J. Nets
- N.Y. Knicks
- Orlando Magic
- Phoenix Suns
- Philadelphia 76ers
- Portland T. Blazers
- Sacramento Kings
- San Antonio Spurs
- Seattle S.Sonics
- Utah Jazz
- Washington Bullets

## Classifica finale

### Eastern Conference
| Squadra            | V  | P  | %    | GB |
| ------------------ | -- | -- | ---- | -- |
| Orlando Magic      | 57 | 25 | 69,5 | -  |
| New York Knicks    | 55 | 27 | 67,1 | 2  |
| Boston Celtics     | 35 | 47 | 42,7 | 22 |
| Miami Heat         | 32 | 50 | 39,0 | 25 |
| New Jersey Nets    | 30 | 52 | 36,6 | 27 |
| Philadelphia 76ers | 24 | 58 | 29,3 | 33 |
| Washington Bullets | 21 | 61 | 25,6 | 36 |

| Squadra             | V  | P  | %    | GB |
| ------------------- | -- | -- | ---- | -- |
| Indiana Pacers      | 52 | 30 | 63,4 | -  |
| Charlotte Hornets   | 50 | 32 | 61,0 | 2  |
| Chicago Bulls       | 47 | 35 | 57,3 | 5  |
| Cleveland Cavaliers | 43 | 39 | 52,4 | 9  |
| Atlanta Hawks       | 42 | 40 | 51,2 | 10 |
| Milwaukee Bucks     | 34 | 48 | 41,5 | 18 |
| Detroit Pistons     | 28 | 54 | 34,1 | 24 |

### Western Conference
| Squadra                | V  | P  | %    | GB |
| ---------------------- | -- | -- | ---- | -- |
| San Antonio Spurs      | 62 | 20 | 75,6 | -  |
| Utah Jazz              | 60 | 22 | 73,2 | 2  |
| Houston Rockets C      | 47 | 35 | 57,3 | 15 |
| Denver Nuggets         | 41 | 41 | 50,0 | 21 |
| Dallas Mavericks       | 36 | 46 | 43,9 | 26 |
| Minnesota Timberwolves | 21 | 61 | 25,6 | 41 |

| Squadra                | V  | P  | %    | GB |
| ---------------------- | -- | -- | ---- | -- |
| Phoenix Suns           | 59 | 23 | 72,0 | -  |
| Seattle SuperSonics    | 57 | 25 | 69,5 | 2  |
| Los Angeles Lakers     | 48 | 34 | 58,5 | 11 |
| Portland Trail Blazers | 44 | 38 | 53,7 | 15 |
| Sacramento Kings       | 39 | 43 | 47,6 | 20 |
| Golden State Warriors  | 26 | 56 | 31,7 | 33 |
| Los Angeles Clippers   | 17 | 65 | 20,7 | 42 |

## Vincitore
| Campione NBA 1994-1995      |
| --------------------------- |
| Houston Rockets (2º titolo) |

## Statistiche
| Categoria                 | Giocatore        | Squadra               | Stat |
| ------------------------- | ---------------- | --------------------- | ---- |
| Punti per gara            | Shaquille O'Neal | Orlando Magic         | 29,3 |
| Rimbalzi per gara         | Dennis Rodman    | San Antonio Spurs     | 16,8 |
| Assist per gara           | John Stockton    | Utah Jazz             | 12,3 |
| Palle recuperate per gara | Scottie Pippen   | Chicago Bulls         | 2,9  |
| Stoppate per gara         | Dikembe Mutombo  | Denver Nuggets        | 3,9  |
| FG%                       | Chris Gatling    | Golden State Warriors | 63,3 |
| FT%                       | Spud Webb        | Sacramento Kings      | 93,4 |
| 3FG%                      | Steve Kerr       | Chicago Bulls         | 52,4 |

## Premi NBA
- NBA Most Valuable Player Award: David Robinson, San Antonio Spurs
- NBA Rookie of the Year Award: Jason Kidd, Dallas Mavericks e Grant Hill, Detroit Pistons
- NBA Defensive Player of the Year Award: Dikembe Mutombo, Denver Nuggets
- NBA Sixth Man of the Year Award: Anthony Mason, New York Knicks
- NBA Most Improved Player Award: Dana Barros, Philadelphia 76ers
- NBA Coach of the Year Award: Del Harris, Los Angeles Lakers
- NBA Executive of the Year Award: Jerry West, Los Angeles Lakers
- All-NBA First Team:
  - F - Karl Malone, Utah Jazz
  - F - Scottie Pippen, Chicago Bulls
  - C - David Robinson, San Antonio Spurs
  - G - John Stockton, Utah Jazz
  - G - Anfernee Hardaway, Orlando Magic
- All-NBA Second Team:
  - F - Charles Barkley, Phoenix Suns
  - F - Shawn Kemp, Seattle SuperSonics
  - C - Shaquille O'Neal, Orlando Magic
  - G - Gary Payton, Seattle SuperSonics
  - G - Mitch Richmond, Sacramento Kings
- All-NBA Third Team:
  - F - Detlef Schrempf, Seattle SuperSonics
  - F - Dennis Rodman, San Antonio Spurs
  - C - Hakeem Olajuwon, Houston Rockets
  - G - Reggie Miller, Indiana Pacers
  - G - Clyde Drexler, Houston Rockets
- All-Defensive First Team:
  - F - Dennis Rodman, San Antonio Spurs
  - F - Scottie Pippen, Chicago Bulls
  - C - David Robinson, San Antonio Spurs
  - G - Gary Payton, Seattle SuperSonics
  - G - Mookie Blaylock, Atlanta Hawks
- All-Defensive Second Team:
  - F - Derrick McKey, Indiana Pacers
  - F - Horace Grant, Orlando Magic
  - C - Dikembe Mutombo, Denver Nuggets
  - G - Nate McMillan, Seattle SuperSonics
  - G - John Stockton, Utah Jazz
- All-Rookie First Team:
  - Jason Kidd, Dallas Mavericks
  - Grant Hill, Detroit Pistons
  - Eddie Jones, Los Angeles Lakers
  - Brian Grant, Sacramento Kings
  - Glenn Robinson, Milwaukee Bucks
- All-Rookie Second Team:
  - Juwan Howard, Washington Bullets
  - Donyell Marshall, Minnesota Timberwolves
  - Eric Montross, Boston Celtics
  - Wesley Person, Phoenix Suns
  - Jalen Rose, Indiana Pacers
  - Sharone Wright, Philadelphia 76ers